# Francis Humphreys
Francis Humphreys (* 28. Juli 1891 in Cork; † 19. April 1961 in Dublin) war ein irischer Politiker der Fianna Fáil. Er war von Februar 1932 bis Januar 1933, von 1937 bis 1948, von 1951 bis 1954 und von 1957 bis zu seinem Tod 1961 Teachta Dála (Abgeordneter) im Dáil Éireann, dem irischen Unterhaus des Oireachtas.

## Biografie
Humphreys war vor dem Einzug in die Politik als Arzt tätig. Seine Ausbildung schloss er am Royal College of Surgeons ab. Humphreys wurde erstmals bei den Wahlen 1932 im Wahlkreis Carlow–Kilkenny in den Dáil gewählt, verlor den Sitz aber schon wieder 1933. Er konnte ihn jedoch im neu zugeschnittenen Wahlkreis Carlow–Kildare bei den Wahlen 1937 zurückgewinnen und verteidigte ihn bei den Wahlen 1938, 1943 und 1944. Bei den Wahlen 1948 verlor er den Sitz erneut, konnte ihn dann aber im wieder geänderten Wahlkreis Carlow–Kilkenny bei den Wahlen 1951
zurückgewinnen. Er verlor ihn 1954 wieder, um ihn bei den Wahlen 1957 zurückzuerlangen. Er starb noch während seiner Amtszeit 1961. 